# Evezés az 1904. évi nyári olimpiai játékokon
Az 1904. évi nyári olimpiai játékokon az evezésben öt versenyszámban osztottak érmeket.

## Éremtáblázat
(A rendező ország csapata eltérő háttérszínnel, az egyes számoszlopok legmagasabb értéke, vagy értékei vastagítással kiemelve.)
| Az 1904. évi nyári olimpiai játékok éremtáblázata evezésben | Az 1904. évi nyári olimpiai játékok éremtáblázata evezésben | Az 1904. évi nyári olimpiai játékok éremtáblázata evezésben | Az 1904. évi nyári olimpiai játékok éremtáblázata evezésben | Az 1904. évi nyári olimpiai játékok éremtáblázata evezésben | Olimpia  |
| ----------------------------------------------------------- | ----------------------------------------------------------- | ----------------------------------------------------------- | ----------------------------------------------------------- | ----------------------------------------------------------- | -------- |
|                                                             | Ország                                                      | Arany                                                       | Ezüst                                                       | Bronz                                                       | Összesen |
| 1.                                                          | Egyesült Államok (USA)                                      | 5                                                           | 4                                                           | 4                                                           | 13       |
|                                                             |                                                             |                                                             |                                                             |                                                             |          |
| 2.                                                          | Kanada (CAN)                                                | 0                                                           | 1                                                           | 0                                                           | 1        |
|                                                             |                                                             |                                                             |                                                             |                                                             |          |
| Összesen                                                    | Összesen                                                    | 5                                                           | 5                                                           | 4                                                           | 14       |

## Érmesek
| Az 1904. évi nyári olimpiai játékok érmesei férfi evezésben | | |                                                                                    |
| Versenyszám                                                 | Arany | Ezüst | Bronz                                                                              |
| Egypárevezős                                                | Frank Greer · Egyesült Államok (USA) | James Juvenal · Egyesült Államok (USA) | Constance Titus · Egyesült Államok (USA)                                           |
| Kétpárevezős                                                | Egyesült Államok (USA) · John Mulcahy · William Varley | Egyesült Államok (USA) · Jamie McLoughlin · John Hoben | Egyesült Államok (USA) · Joseph Ravannack · John Wells                             |
| Kormányos nélküli kettes                                    | Egyesült Államok (USA) · Robert Farnan · Joseph Ryan | Egyesült Államok (USA) · John Mulcahy · William Varley | Egyesült Államok (USA) · John Joachim · Joseph Buerger                             |
| Kormányos nélküli négyes                                    | Egyesült Államok (USA) · Arthur Stockhoff · August Erker · George Dietz · Albert Nasse                                                                                    | Egyesült Államok (USA) · Frederck Suering · Martin Formanack · Charles Aman · Michael Begley · Hermanus Brockmann                                                      | Egyesült Államok (USA) · Gustav Voerg · John Freitag · Louis Helm · Frank Dummerth |
| Nyolcas                                                     | Egyesült Államok (USA) · Frederick Cresser · Michael Gleason · Frank Schell · James Flanagan · Charles Armstrong · Harry Lott · Joseph Dempsey · John Exley · Louis Abell | Kanada (CAN) · William Rice · George Reiffenstein · Arthur Bailey · Phil Boyd · George Strange · William Wadsworth · Donalsd MacKenzie · Joseph Wright · Thomas Loudon | nem adták ki                                                                       |